# Tiro (Guinée)
Pour les articles homonymes, voir Tiro.
Tiro est une ville et une sous-préfecture de Guinée, rattachée à la préfecture de Faranah et à la région de Faranah. 

## Population
En 2016, le nombre d'habitants est estimé à 20 205, à partir d'une extrapolation officielle du recensement de 2014 qui en avait dénombré 18 892 .

## Personnalités
- Sona Diabaté (1959-), chanteuse née à Tiro.

- Sékou Diabaté (1944-), guitariste né à Tiro.